# Nguliguli
Nguliguli è una circoscrizione rurale (rural ward) della Tanzania situata nel distretto di Maswa, regione del Simiyu. Conta una popolazione di 6 914 abitanti (censimento 2012).